# Geoff Parling

a Compétitions nationales et continentales officielles uniquement.

b Matchs officiels uniquement.
Dernière mise à jour le 23 avril 2020.
Geoff Parling, né le 28 octobre 1983 à Stockton-on-Tees, est un joueur anglais de rugby à XV évoluant au poste de deuxième ligne. Il joue avec les Exeter Chiefs depuis 2015 et en équipe d'Angleterre depuis 2012.

## Biographie

### Carrière en club
Geoff Parling devient professionnel chez les Newcastle Falcons après avoir terminé ses études d'économie à l'Université de Newcastle upon Tyne. Il est désigné meilleur joueur de son club lors de la saison 2005-2006 et a été amené à remplir le rôle de capitaine à l'occasion de certains matchs l'année suivante. En juillet 2009, il quitte les Falcons pour les Leicester Tigers et gagne son premier trophée en club à l'issue de cette saison grâce à la victoire des Tigers contre les Saracens 33 à 27.
En juin 2017, il s'engage avec la province australienne des Melbourne Rebels pour prendre part au Super Rugby 2018.

### Carrière en équipe nationale
Geoff Parling a joué dans toutes les sélections de jeunes, des moins de 16 ans aux moins de 21 ans. Après son titre de champion d'Angleterre, il a été appelé en équipe nationale, mais n'a pas pu honorer sa sélection à cause d'une blessure. Parling fait sa première apparition avec le maillot de l'Angleterre contre l'Écosse lors de la première journée du Tournoi des six nations 2012, et cumule jusqu'en mars 2013 dix-sept sélections. Le 2 février 2013, il marque son premier essai international contre l'Écosse à Twickenham lors du Tournoi des six nations. Plus tard, en avril, il est choisi dans le groupe pour la tournée des Lions britanniques pour affronter l'Australie sur ses terres. Il dispute les trois matchs et les Lions gagnent la série 2-1.

## Palmarès
Avec les Leicester Tigers
- Vainqueur du Championnat d'Angleterre en 2010 et  en 2013
- Finaliste du Championnat d'Angleterre en 2011 et 2012
- Vainqueur de la Coupe anglo-galloise en 2012

Avec les Exeter Chiefs
- Vainqueur du Championnat d'Angleterre en 2017
- Finaliste du Championnat d'Angleterre en 2016

## Statistiques

### En club
- 2003-2009 : Newcastle Falcons, 116 matchs (30 points)
- 2009-2015 : Leicester Tigers, 95 matchs (15 points)
- Depuis 2015 : Exeter Chiefs 38 matchs (0 point)

### En équipe nationale
- 29 sélections
- 5 points (1 essai)
- Tournois des Six Nations disputés : 2012, 2013 et 2015

Geoff Parling dispute une édition de la Coupe du monde, en 2015, où il obtient quatre sélections, contre les Fidji, le pays de Galles, l'Australie et l'Uruguay.

### Avec les Lions britanniques
- 3 sélections (2013)